# Hans Strelow
Hans Strelow (ur. 26 marca 1922 w Berlinie; zm. 22 maja 1942 pod Mceńskiem) – pilot niemieckich sił powietrznych (Luftwaffe), as myśliwski II wojny światowej – autor 66 zwycięstw osiągniętych w ponad 200 misjach nad frontem wschodnim.
Ukończył szkolenie lotnicze w lutym 1941 r. Pierwsze loty bojowe wykonał nad kanałem La Manche, lecz po kilku misjach został przeniesiony na wschód. Pierwsze zwycięstwo odniósł 25 czerwca i do końca 1941 r. uznano mu 26 zestrzeleń. Zimą i wiosną 1942 r. Hans Strelow odniósł serię błyskotliwych sukcesów, których kulminacja nastąpiła 18 marca, gdy zgłosił aż siedem zestrzeleń. Za te sukcesy otrzymał 18 marca Krzyż Rycerski, a zaraz potem, 24 marca Krzyż Rycerski Krzyża Żelaznego z Liśćmi Dębu (Ritterkreuz des Eisernen Kreuzes mit Eichenlaub). Otrzymując order na dwa dni przed 20. urodzinami, był najmłodszym wojskowym uhonorowanym tym odznaczeniem w czasie wojny. 22 maja 1942 r. Strelow został zestrzelony przez dwusilnikowe bombowce Pe-2 i wylądował 9 km za linią frontu. Chcąc uniknąć pojmania popełnił samobójstwo.

## Odznaczenia
- Krzyż Rycerski Krzyża Żelaznego z Liśćmi Dębu
  - Krzyż Rycerski – 18 marca 1942
  - Liście Dębu (nr 84) –  24 marca 1942
- Krzyż Żelazny I Klasy
- Krzyż Żelazny II Klasy